# El Eternauta: El regreso
El Eternauta: El regreso es una historia de 9 partes de El Eternauta, dibujada por Francisco Solano López y escrita por Pablo Maiztegui.
Se publicó a partir de julio de 2003. La dupla creativa ya había incursionado con el personaje, en menor escala, con El Eternauta: El mundo arrepentido. Esta versión plantea un mundo futuro que continúa a partir de la historia original y se desentiende por completo de los eventos narrados en El Eternauta II y El Eternauta III.

## Historia
La historia comienza con un sueño de Marta Salvo ("Martita" de la primera parte, ahora alrededor de los 20 años), que sueña con Juan Salvo caminando bajo la nieve en su uniforme protector. Ella no sabe quién es la persona de su sueño, y vive en una ciudad de Buenos Aires en donde los "Manos" y sus avances tecnológicos están completamente integrados en la vida diaria. De hecho, el "Padrino", un Mano, es su padre adoptivo. 
Un par de días después de que un ladrón le robara sus documentos, recibe un paquete muy extraño: un libro antiguo, titulado "Diario de la invasión - Heriberto Carlos Nepomuceno Mosca". Allí se habla sobre la nevada mortal, el ejército de la resistencia, las batallas contra los cascarudos, los manos, los gurbos, los ataques atómicos a la ciudad, etc. Se describen allí los eventos de la primera historia bajo la óptica de "Mosca", el historiador que tomaba apuntes de todo lo que ocurría. 
Marta lleva el libro de regreso a una dirección que se le dio, donde le devuelven sus documentos. Allí se encontraba Favalli, ya anciano, quien conocía el verdadero pasado y cómo los Manos habían reconstruido la ciudad y "fabricado" un pasado falso mediante diversas técnicas de manipulación. Con una de sus máquinas restauran la memoria original de Martita y encuentran información para rescatar a Juan del Continium en que quedó atrapado.